# Cansu Demirci

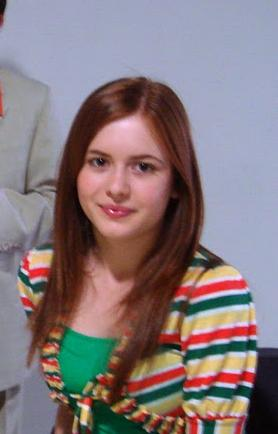
Cansu Demirci

Cansu Demirci (* 25. April 1992 in Istanbul) ist eine türkische Schauspielerin.

## Leben und Karriere
Demirci wurde am 25. April 1992 in Istanbul geboren. Ihr Debüt gab sie 2004 als Kinderdarstellerin in Sihirli Lamba. Zwischen 2006 und 2009 spielte sie in der Fernsehserie Selena die Hauptrolle. Außerdem bekam Demirci eine Rolle in Adanalı. Danach studierte sie 2015 an der Technischen Universität Yıldız. 2018 setzte sie ihr Studium an der Jacobs University Bremen fort.

## Filmografie
- 2004:Sihirli Lamba
- 2004:Sihirli Annem
- 2006–2009: Selena
- 2010: Adanalı
- 2011: Bir Zamanlar Anadolu'da
- 2014: Gurbette Aşk
- 2014: Tercih Formu